# Шандор Кочиш
Шандор Кочиш (мађ. Kocsis Sándor; Будимпешта, 21. септембар 1929 — Барселона, 22. јул 1979) је био мађарски фудбалер који је играо за ФК Ференцварош; ФК Хонвед; ФК Јанг Фелоус Јувентус, ФК Барселона, ФК Валенсија (као гост) и мађарску националну селекцију.

## Каријера
После мађарске револуције 1956. године, Кочиш је прво отишао и каријеру наставио у Швајцарској (SC Young Fellows Juventus), затим се преселио у Шпанију где је постао члан екипе Барселоне. Такође је 1961. године, као гост наступао за екипу Валенсије, којој је помогао да освоји летњи турнир Трофеј наранџа. На обе утакмице, које је играо за Валенсију, против Ботафога и против Барселоне је постигао поготке. Кочиш је био свестрани (all round) нападач, изванредан у завршници, чврст, њуха за гол али је ипак био ненадмашив у ваздуху, у игри и постизању гола главом.
Због своје способности у игри главом Кочиш је од новинара добио надимак Златна глава. Своју богату збирку голова Кочиш није ограничио на своје матичне клубове у Мађарској, Ференцварош и Хонвед, већ је дао и изузетан богат допринос и на репрезентативном плану. За репрезентацију Мађарске је у периоду од 1948-56 на 68 утакмица постигао 75 голова и тиме премашио сан сваког голгетера: свака утакмица по гол. Постао је једини играч који је на светским првенствима постигао два хет трика и уједно био најбољи стрелац првенства. Такође је био два пута најбољи стрелац свих Европских лига, 1952. и 1954. године, али у то време Златна копачка се није додељивала (са званичним додељивањем се почело 1968.)
Као играч, Кочиш се пензионисао 1966. године и отворио је ресторан Златна глава. Такође је у периоду 1972-74 радио као један од тренера у ФК Барселони и менаџер ФК Еркулес. Кочишева тренерска каријера је била кратког века, због болести (леукемија и рак стомака) завршио је у болници. Умро је у 49. години живота 1979. године.

### Голгетер
Своју фудбалску каријеру Кочиш је започео као јуниор у СД Кебања (TC Köbánya), пре него што се придружио Ференцварошу где је 1949. године освојио своју прву шампионску титулу. Позивом у армију је аутоматски прешао у армијски фудбалски клуб ФК Хонвед (Budapest Honvéd FC). Практично се придружио екипи у формирању који ће у скорој будућности постати мађарски тим снова. У Хонведу су тада већ играли Пушкаш, Цибор и Божик.
Са Ференцварошем је освојио једну шампионску титулу Мађарске
- 1949.

Са Хонведом је освојио четири нове шампионске титуле Мађарске
- 1950.
- 1952.
- 1954.
- 1955.

У периоду проведеном у Хонведу је био и краљ стрелаца мађарског шампионата
- 1951.  30’ (голова);
- 1952.  36’ (голова);
- 1954.  33’ (голова);.

Титулу у 1953. години му је „преотео“ његов клупски друг Ференц Пушкаш.

### Златни тим
Свој деби у репрезентацији Мађарске Кочиш је имао 1948. године. Заједно са Пушкашем, Цибором, Божиком и Хидегкутијем је поставио основу легендарног тима који је остао непоражен, у бројчано невероватне, 32 узастопне интернационалне утакмице. Овај рекорд је остао необорен до данашњих дана.
Свој први интернационални хет трик је постигао 20. новембра 1949. против Шведске, следећи хет трик је имао 22. јуна 1952. против Финске. Кочиш је такође постигао шест голова у Хелсинкију 1952. године када је мађарска екипа постала златна, победивши на овом такмичењу. Свој трећи хет трик је постигао 19. октобра 1952. против Чехословачке.
У Кочишеве велике успехе се такође убрајају две незаборавне утакмице против Енглеске, када су Енглези добили две, такође незаборавне, лекције. Прва је била 1953. године на Вемблију и резултат је био 6:3 за Мађаре а друга 1954. године у Будимпешти где је резултат био 7:1 за Мађаре. На утакмици на Неп стадиону у Будимпешти, Кочиш је дао два гола и обогатио своју ниску бисера.

### Светски првенство 1954.
Иако је ово првенство донело разочаравајући резултат за Мађаре, само друго место, за Кочиша је био огроман успех. Завршио је првенство као најбољи стрелац уз два хет трика, против репрезентације Јужне Кореје где је Мађарска победила са 9:0. Следећи хет трик и један приде, укупно четири, против будућег светског првака Немачке где је резултат био 8:3 за Мађаре. У четвртфиналу против Бразила је постигао два гола и у полуфиналу против Уругваја, у продужецима, са два изванредна гола главом је обезбедио Мађарима финале. У финалу први пут да није постигао погодак и Мађари су изгубили утакмицу са 3:2.
Октобра 1954. је постигао свој шести хет трик и други против Чехословачке. Свој задњи хет трик Кочиш је постигао против исте репрезентације са којом је и започео серију хет трикова, против Шведске 5. новембра 1955.

### Хонведова светска турнеја
Хонвед је 1956. године добио да учествује Европском куп такмичењу и у првој рунди је као противника добио шпански Атлетико Билбао. Прва у такмица коју је играо у гостима Хонвед је изгубио са 3:2, али пре него што је узвратна утакмица могла да се одигра, избили су немири у Мађарској и дошле је до познате револуције 1956. Играчи су одлучили да се не врате у Мађарску и узвратна утакмица је одиграна на Хејселу у Бриселу. Резултат је био нерешен 3 : 3 и тиме је Хонвед испао из такмичења.
Неки играчи су успели своје фамилије да изведу из Мађарске, али нису добили подршку од ФИФЕ и од своје фудбалске федереције. Да би некако опстали, организовали су серију утакмица по свету. Италија, Португал, Шпанија и Бразил су били на списку. После повратка у Европу путеви играча су се разишли. Неки, као Божик, су се вратили у Мађарску, а неки, као Цибор, Кочиш и Пушкаш, су остали и нашли себи клубове по западној Европи.

### Барселона
Кочиш је провео једну годину у Швајцарској, пре него што га је Ласло Кубала, исто избеглица из Мађарске, наговорио да заједно са Золтаном Цибором пређе у Барселону. У своме дебију за Барселону против Реал Бетиса, где су победили са 4:1, је одрадио своју улогу и постигао гол. Као део легендарног тима Барселоне из педесетих, заједно са Рамалетсом, Еваристом и Суарезом, је освојио шпански куп, шпански шампионат - дупла круна 1959. године. Следеће године је освојио такође дуплу круну само овај пут састављену од шпансог шампиона и купа сајамских градова. Европски куп, финале, Барселона је играла 1961. године, што је био повратак Кочиша и Цибора у Берн и успомене на 1954. годину. Ниједан од двојице мађарских играча није постигао погодак и утакмица је била изгубљена са 3:2 (против Бенфике), али овај пут су тугу делили са играчима Барселоне.
Иако није више био на врхунцу играчке мочи, Кочиш је и даље био веома користан играч за Барселону. У финалу шпанског купа 1959. постигао је 2 гола против ФК Гранаде (Барселона - Гранада 4:1). У европском купу 1959-60 четвртфиналу против Вулверхемптона је постигао 4 гола (Барселона - Вулверхемптон 5:2). Вреди споменути његов хет трик против Реал Сосиједада 1961. и три гола 1962. у Купу сајамских градова против Валенсије. У финалу шпанског купа 1963. године на Ноу Кампу, када је Барселона играла против Реал Зарагозе, Кочиш је опет дао свој допринос и Барселона је победила са 3:1.

## Признања
Мађарска
- Олимпијске игре
  - Олимпијски шампион: 1952
- Централноевропски интернационални куп
  - 1953
- Светски куп
  - Финалиста: 1954.
  - Најбољи стрелац

ФК Ференцварош
- Шампион Мађарске: 1
  - 1949.

ФК Хонвед
- Шампион Мађарске: 4
  - 1950; 1952; 1954; 1955.

ФК Барселона
- Шампион Шпаније: 2
  - 1958/59, 1959/60
- Освајач купа Шпаније: 2
  - 1958/59, 1962/63
- Куп сајамских градова: 1
  - 1958/60

ФК Валенсија
- Трофеј Наранџа
  - 1961.

## Белешка
1. ↑  У периоду од 1950. до 1951. године клуб се звао ÉDOSZ SE